# Fontaine-la-Louvet
Fontaine-la-Louvet é uma comuna francesa na região administrativa da Normandia, no departamento de Eure. Estende-se por uma área de 11,35 km². Em 2010 a comuna tinha 338 habitantes (densidade: 29,8 hab./km²).